# Marcel Petrișor
Marcel Petrișor (n. 13 aprilie 1930, Ocișor, județul Hunedoara - d. 12 octombrie 2021, București) a fost un profesor și scriitor român, lider al AFDPR. A fost deținut politic între 1952 și 1964. Ultima carte publicată: Cumplite încercări, Doamne! Din Casimca Jilavei în Zarca Aiudului, prefață de Răzvan Codrescu, studiu introductiv și note de Lucian Vasile, interviu de Claudiu Târziu, postfață de Lucian D. Popescu, Ed. Manuscris, Pitești, 2017 (530 pagini și foto-documentar). A fost căsătorit cu Dana Konya-Petrișor (descendenta lui Iacob Negruzzi).

## Volume publicate
- Serile-n sat la Ocișor (povestiri), Ed. Albatros, București, 1971.
- Curente estetice contemporane, Ed. Univers, București, 1972.
- Grünewald (album), Ed. Meridiane, București, 1972 (ed. a II-a: 1985).
- La Rochefoucauld. Aventura orgoliului, Ed. Albatros (Col. "Contemporanul nostru"), București, 1973.
- Măreasa (roman), Ed. Albatros, București, 1975.
- Călătorie spre Soare-Răsare, Ed. Cartea Românească, București, 1976.
- Crișan (roman), Ed. Albatros, București, 1977.
- Vitralii (eseuri), Ed. Eminescu, București, 1978.
- Temeri (roman), Ed. Eminescu, București, 1985 (reed. 2016).
- Căruța cu scânduri (roman), Ed. Eminescu, București, 1990.
- Fortul 13. Convorbiri din detenție, Ed. Meridiane, București, 1991.
- Secretul Fortului 13. Reeducări și execuții, Ed. Timpul, Iași, 1995.
- N. V. Gogol și paradoxurile literaturii moderne, Institutul European (Col. "Eseuri de ieri și de azi"), Iași, 1996.
- La capăt de drum, Institutul European, Iași, 1997.
- Drumuri întortocheate. Jurnal de călătorie în Asia, Europa și America de Nord, Ed. Junimea, Iași, 2001.
- Cei din Aciua (roman), Ed. Vremea XXI, București, 2004.
- Strigoii Ocișorului. Povestiri, Ed. Vremea XXI, București, 2005.
- Trecute vieți de domni, de robi și de tovarăși, Ed. Vremea, 2009[3][4][5][6]
- Cumplite încercări, Doamne! Anii de mucenicie ai temnițelor comuniste, Ed. Christiana, București, 2011 (reed. 2017).
- Quelque part a l'Est, Ed. Opera Magna, Iași, 2011.
- Pățanii vrute și nevrute, Ed. Christiana, București, 2015.
- Petre Țuțea – sacerdotul fără parohie, Ed. Christiana, București, 2019.
- Ogive. Eseuri de epistemologie estetică, Ed. Christiana, București, 2020.
- Vrăjitorul din Bos și alte isprăvi, Ed. Christiana, București, 2020.